# Liste der Biografien/Stel
Liste der Biografien |
Portal Biografien |
Personensuche
# |
A |
B |
C |
D |
E |
F |
G |
H |
I |
J |
K |
L |
M |
N |
O |
P |
Q |
R |
S |
T |
U |
V |
W |
X |
Y |
Z |
?
 
Sa |
Sb |
Sc |
Sd |
Se |
Sf |
Sg |
Sh |
Si |
Sj |
Sk |
Sl |
Sm |
Sn |
So |
Sp |
Sq |
Sr |
Ss |
St |
Su |
Sv |
Sw |
Sy |
Sz
 
Sta |
Ste |
Sth |
Sti |
Stj |
Stl |
Sto |
Str |
Sts |
Stt |
Stu |
Stv |
Stw |
Sty
 
Stea |
Steb |
Stec |
Sted |
Stee |
Stef |
Steg |
Steh |
Stei |
Stej |
Stek |
Stel |
Stem |
Sten |
Steo |
Step |
Ster |
Stes |
Stet |
Steu |
Stev |
Stew |
Stey |
Stez
Die Liste der Biografien führt alle Personen auf, die in der deutschsprachigen Wikipedia einen Artikel haben. Dieses ist eine Teilliste mit 188 Einträgen von Personen, deren Namen mit den Buchstaben „Stel“ beginnt.

## Stel
- Stel, Adriaan van der (* 1605), Gouverneur von Mauritius
- Stel, Johanna van der (1752–1818), niederländische Schauspielerin und Tänzerin
- Stel, Simon van der (1639–1712), niederländischer Kolonieverwalter
- Stel, Willem Adriaan van der (1664–1723), Gouverneur der Kapkolonie

### Stela
- Steland, Ansgar (* 1967), deutscher Mathematiker
- Steland, Dieter (1933–2021), deutscher Romanist
- Stelar, Parov (* 1974), österreichischer DJ und ProduzentParov Stelar (* 1974)

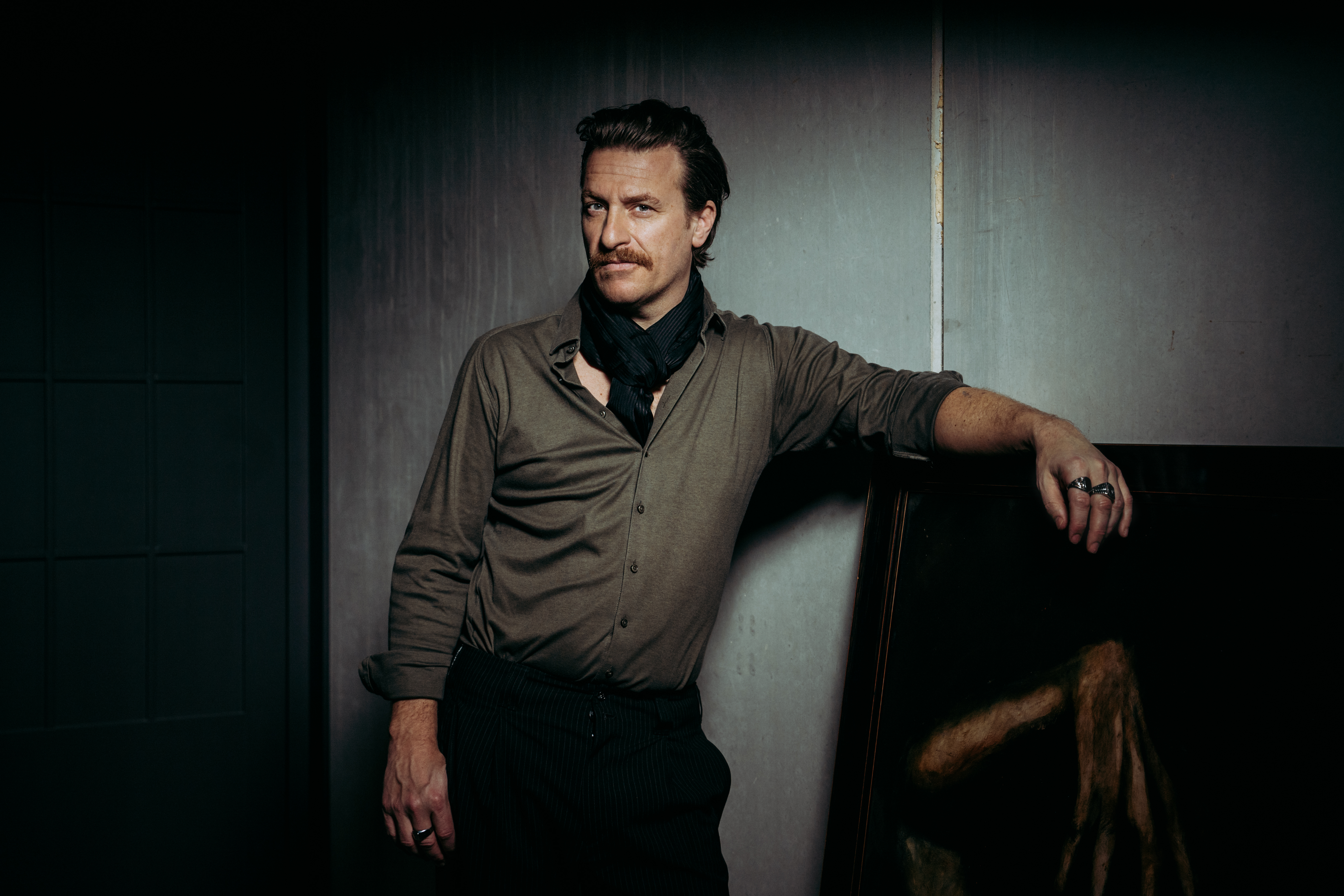
Parov Stelar (* 1974)

- Stelarc (* 1946), zypriotisch-australischer Medien- und Performance-Künstler

### Stelb
- Stelberg, Dagmar (* 1958), deutsche Handballspielerin

### Stelc
- Stelck, Charles (1917–2016), kanadischer Geologe und Paläontologe
- Stelck, Edda (1939–2014), deutsche Pädagogin und Aktivistin

### Stele
- Stelea, Bogdan (* 1967), rumänischer Fußballtorhüter
- Steler, Jan (1928–2006), polnisch-französischer Bobsportler, Architekt und Rennrodelfunktionär

### Stelf
- Stelfreeze, Brian, US-amerikanischer Comiczeichner und Covermaler

### Stelg
- Stelges, Hans (1901–1986), deutscher Marathonläufer

### Stelk
- Stelkens, Paul (* 1937), deutscher Jurist
- Stelkens, Ulrich (* 1967), deutscher Rechtswissenschaftler

### Stell
- Stell, Aaron (1911–1996), US-amerikanischer Filmeditor
- Stell, Christopher, britischer Gitarrist und Musikpädagoge
- Stell, George (1933–2014), US-amerikanischer Physiker
- Stell, Hans-Dieter (* 1955), deutscher Diplomat
- Stell, Hermann (1944–2004), deutscher Politiker (CDU) und Oberbürgermeister von Flensburg (1999–2004)
- Stella Blómkvist, isländische Schriftstellerin
- Stella Sigurðardóttir (* 1990), isländische Handballspielerin
- Stella, Andrea (* 1971), italienischer MotorsporttechnikerAndrea Stella (* 1971)

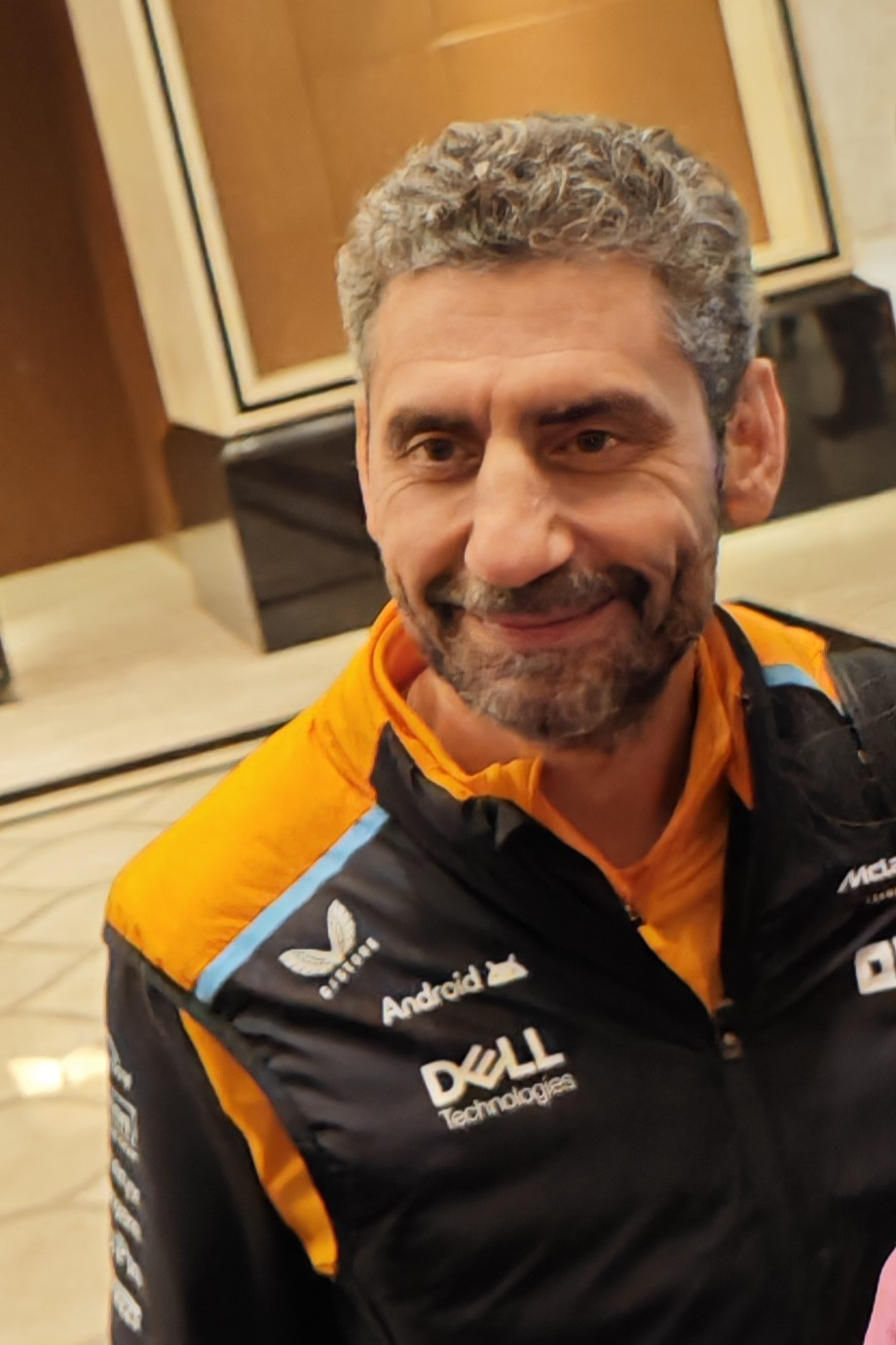
Andrea Stella (* 1971)

- Stella, Antonietta (1929–2022), italienische Opernsängerin (Spintosopran)
- Stella, Beniamino (* 1941), italienischer Geistlicher und Kurienkardinal der römisch-katholischen Kirche
- Stella, Carlos (* 1961), argentinischer Komponist
- Stella, Davide (* 2006), italienischer Radrennfahrer
- Stella, Erasmus (1460–1521), deutscher Arzt, Bürgermeister und Historiker
- Stella, Franco (* 1943), italienischer Architekt
- Stella, Frank (1936–2024), US-amerikanischer Maler, Bildhauer und Objektkünstler
- Stella, Gianfranco (* 1938), italienischer Skilangläufer und Skibergsteiger
- Stella, Giuseppe (1898–1989), italienischer Geistlicher, Bischof von La Spezia-Sarzana-Brugnato
- Stella, Jacques (1596–1657), französisch-flämischer Maler, Graveur und Holzschnitzer des Barock
- Stella, Jenny (* 1999), deutsche Pornodarstellerin
- Stella, Joseph (1877–1946), italienisch-amerikanischer Maler
- Stella, Lennon (* 1999), kanadische Sängerin und SchauspielerinLennon Stella (* 1999)

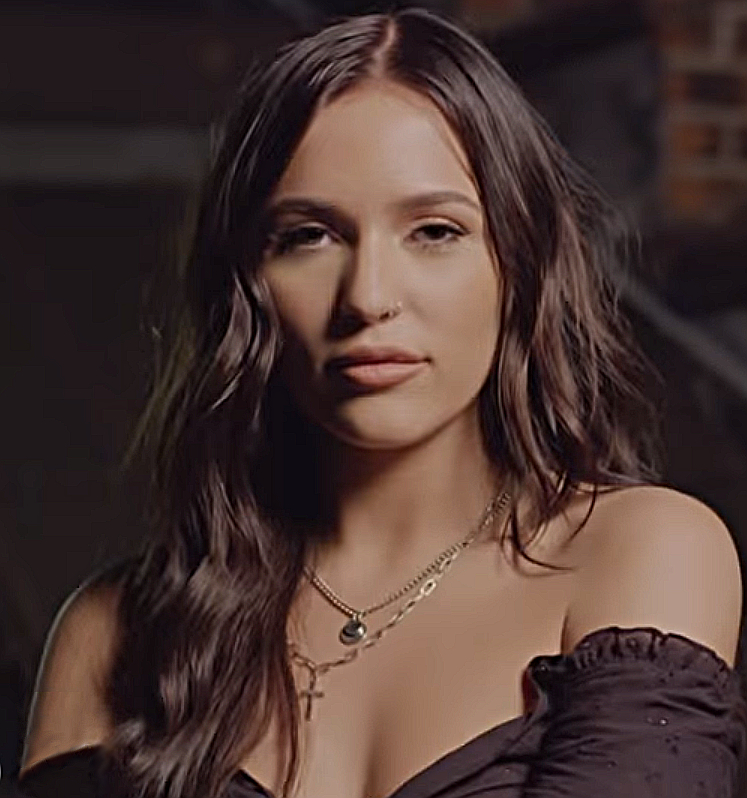
Lennon Stella (* 1999)

- Stella, Martina (* 1984), italienische Filmschauspielerin und Fotomodell
- Stella, Paolo della († 1552), italienischer Bildhauer, Baumeister und Architekt der Renaissance in Böhmen
- Stella, Pio (1857–1927), uruguayischer Geistlicher und römisch-katholischer Weihbischof in Montevideo
- Stella, Tanja (* 1988), Schweizer Unihockeyspielerin
- Stella, Tilemann (1525–1589), deutscher Renaissance-Gelehrter
- Stellak, Grzegorz (1951–2023), polnischer Ruderer
- Stellar, indisch-US-amerikanischer Popsänger, Songwriter und Musikproduzent
- Stellato, Emily (* 1982), italienische Tennisspielerin
- Stellato-Dudek, Deanna (* 1983), US-amerikanische Eiskunstläuferin
- Stellbrink, Arthur (1884–1956), deutscher Radrennfahrer
- Stellbrink, Karl Friedrich (1894–1943), deutscher evangelisch-lutherischer Theologe
- Stellbrink, Laura (* 1990), deutsche Politikerin (SPD), MdL Sachsen
- Stelle, John Henry (1891–1962), US-amerikanischer Politiker, Gouverneur von Illinois
- Steller, Georg Wilhelm (1709–1746), deutscher Arzt und Naturwissenschaftler
- Steller, Johann (1768–1857), österreichischer Superintendent
- Steller, Mario (* 1959), deutscher Sänger und Gesangspädagoge
- Steller, Max (* 1944), deutscher Rechtspsychologe
- Steller, Oliver (* 1967), deutscher Rezitator und Musiker
- Steller, Rinaldo (* 1991), deutscher Schauspieler
- Steller, Siegfried (1928–2010), deutscher Leichtathlet
- Steller, Walther (1895–1971), deutscher Hochschulprofessor, Germanist (Friesist) und Volkskundler
- Stelley, Jana (* 1981), deutsche Musicaldarstellerin, Schauspielerin und Synchronsprecherin
- Stellezki, Dmitri Semjonowitsch (1875–1947), russischer Bildhauer, Bühnenbildner, Architekt, Illustrator und Maler
- Stelling, Anke (* 1971), deutsche SchriftstellerinAnke Stelling (* 1971)

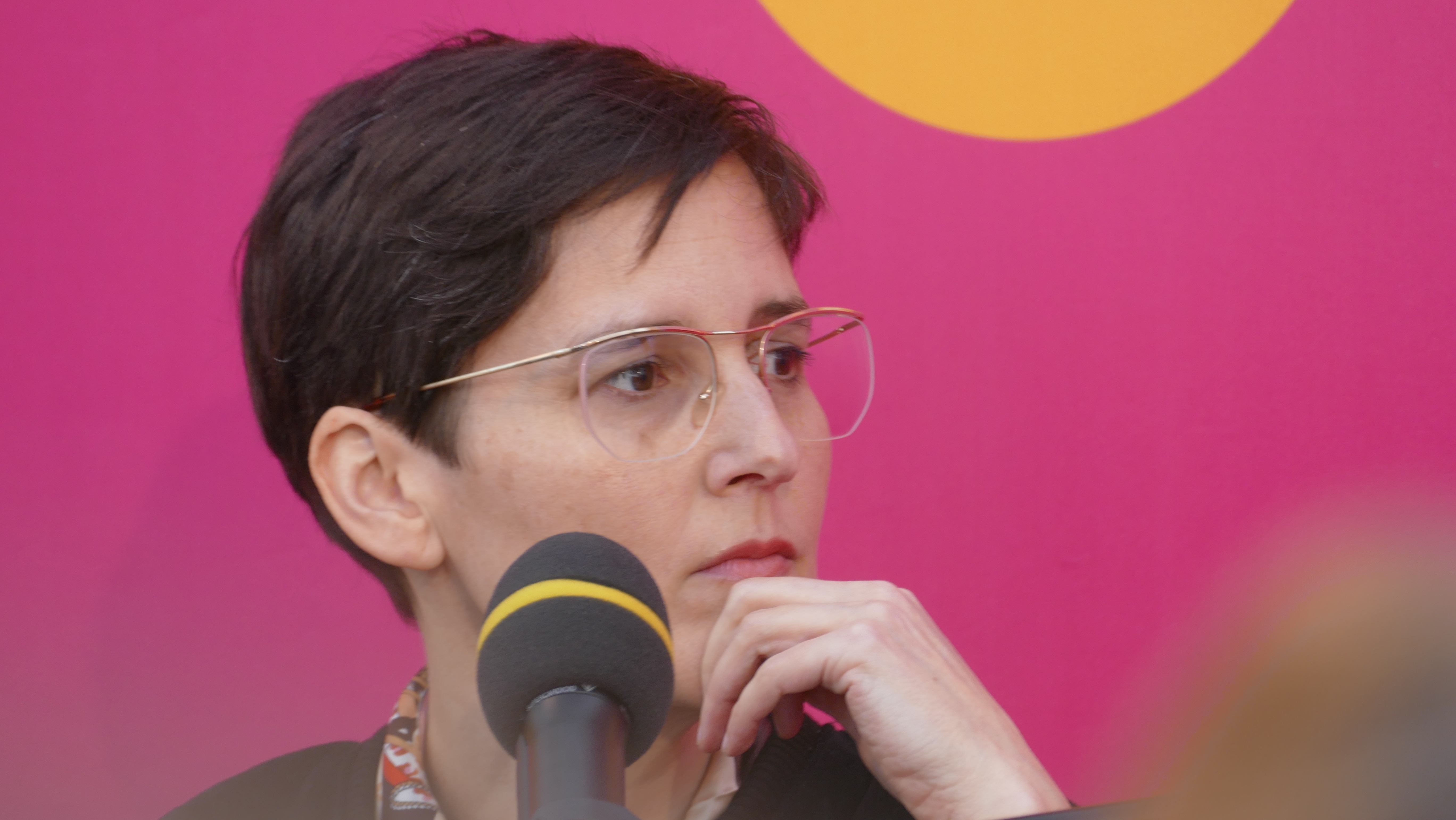
Anke Stelling (* 1971)

- Stelling, Eduard Reinhold (1850–1922), russlanddeutscher Geophysiker und Meteorologe
- Stelling, Irene (* 1971), dänische Fußballspielerin
- Stelling, Johannes (1877–1933), deutscher Politiker (SPD), MdR, NS-OpferJohannes Stelling (1877–1933)

Johannes Stelling (1877–1933)

- Stelling, Jos (* 1945), niederländischer Regisseur
- Stellingwerff, Hilary (* 1981), kanadische Leichtathletin
- Stellini, Cristian (* 1974), italienischer Fußballspieler
- Stellino, Gabriela (* 1963), argentinische Künstlerin
- Stelljes, Günter (1926–2015), deutscher Politiker (SPD), MdBB
- Stelljes, Harald (* 1953), deutscher Politiker (Bündnis 90/Die Grünen)
- Stelljes, Helmut (* 1933), deutscher Autor und Fotograf sowie Heimatkundler
- Stellmach, Manuela (* 1970), deutsche Schwimmerin
- Stellmach, Natascha (* 1970), australische Künstlerin
- Stellmach, Thomas (* 1965), deutscher Trickfilmregisseur, Produzent, Autor und Animator
- Stellmacher, Adolf Richard (1831–1907), deutscher Reichsgerichtsrat
- Stellmacher, Bernd (* 1944), deutscher Mathematiker
- Stellmacher, Dieter (* 1939), deutscher Philologe und Hochschullehrer
- Stellmacher, Hermien (* 1959), niederländische Autorin und Illustratorin
- Stellmacher, Karl-Ludwig (1909–2001), deutscher Mathematiker und Hochschullehrer
- Stellnerová, Alena (* 1989), tschechische Handballspielerin
- Stellone, Roberto (* 1977), italienischer Fußballspieler und -trainer
- Stellpflug, Jürgen (* 1956), deutscher Journalist und UnternehmerJürgen Stellpflug (* 1956)

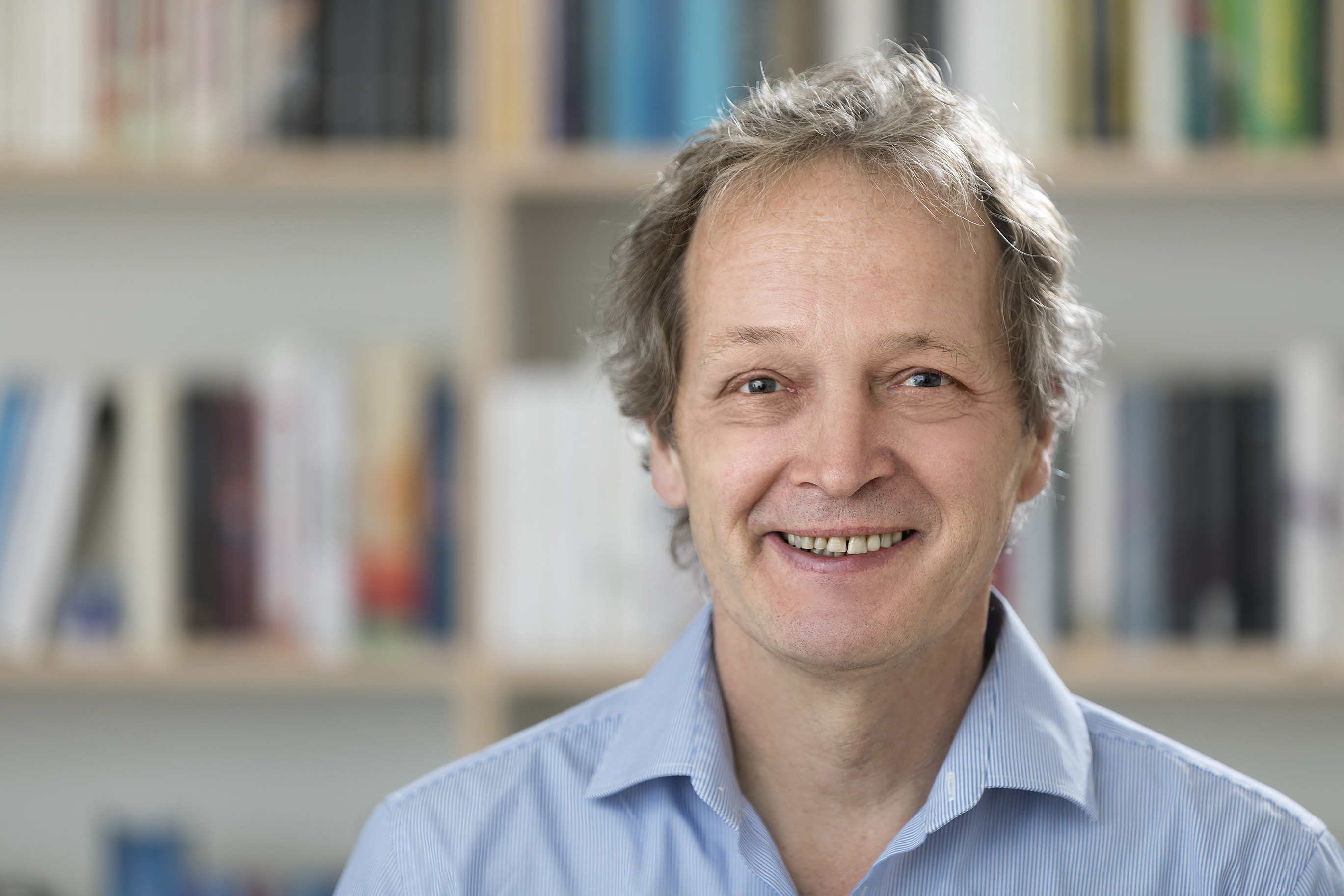
Jürgen Stellpflug (* 1956)

- Stellpflug, Martin (* 1968), deutscher Rechtswissenschaftler und Hochschullehrer
- Stellrecht, Helmut (1898–1987), deutscher Politiker, MdR und Schriftsteller
- Stellrecht, Irmtraud (* 1943), deutsche Ethnologin
- Stellter, Otto (1823–1894), deutscher Jurist und Politiker, MdR
- Stelluti, Francesco (* 1577), italienischer Naturforscher
- Stellwaag, Friedrich Ludwig (1886–1976), deutscher Zoologe
- Stellwag von Carion, Carl (1823–1904), österreichischer Augenarzt
- Stellwag, Donald (* 1957), deutsches Justizopfer
- Stellwag, Karl (1873–1963), tschechoslowakischer und deutscher Landwirt und Vorreiter der biologischen Bodenbearbeitung
- Stellwag, Peter (* 1956), deutscher Tischtennisspieler
- Stellwagen, Daniël (* 1987), niederländischer Schachgroßmeister
- Stellwagen, Friedrich, deutscher Orgelbauer
- Stellwagen, Hans-Rolf (* 1925), deutscher Politiker (CDU), MdV
- Stellwagen, Luca (* 1998), deutscher Fußballspieler
- Stelly, Gisela (* 1942), deutsche Autorin, Filmproduzentin und Regisseurin
- Stelly, Werner (1909–1997), deutscher Politiker

### Stelm
- Stelma, Jacoba (1907–1987), niederländische Turnerin
- Stelmach, Bohdan (* 1943), ukrainischer Dichter, Dramatiker und Übersetzer
- Stelmach, Ed (* 1951), kanadischer Politiker und Landwirt
- Stelmach, Iryna (* 1993), ukrainische Handballspielerin
- Stelmach, Iwan Iwanowitsch (1882–1957), sowjetischer NKWD-Offizier
- Stelmach, Mychajlo (1912–1983), ukrainisch-sowjetischer Schriftsteller des sozialistischen Realismus
- Stelmach, Wolodymyr (* 1939), ukrainischer Ökonom und Politiker
- Stelmachowski, Andrzej (1925–2009), polnischer Jurist und Politiker
- Stelmanis, Katie (* 1985), kanadische Singer-Songwriterin
- Stelmaszyk, Georg (1896–1980), deutscher Versicherungs- und Verlagskaufmann und Kommunalpolitiker
- Stelmecke, Olaf (* 1964), deutscher Lyriker, Lied- und Theatertexter
- Stelmokas, Andrius (* 1974), litauischer Handballtrainer und Handballspieler

### Steln
- Stelnow, Igor Anatoljewitsch (1963–2009), russischer Eishockeyspieler und -trainer

### Stelt
- Stelter, Adolf (1882–1956), deutscher Jurist und Politiker
- Stelter, Bernd (* 1961), deutscher KomikerBernd Stelter (* 1961)

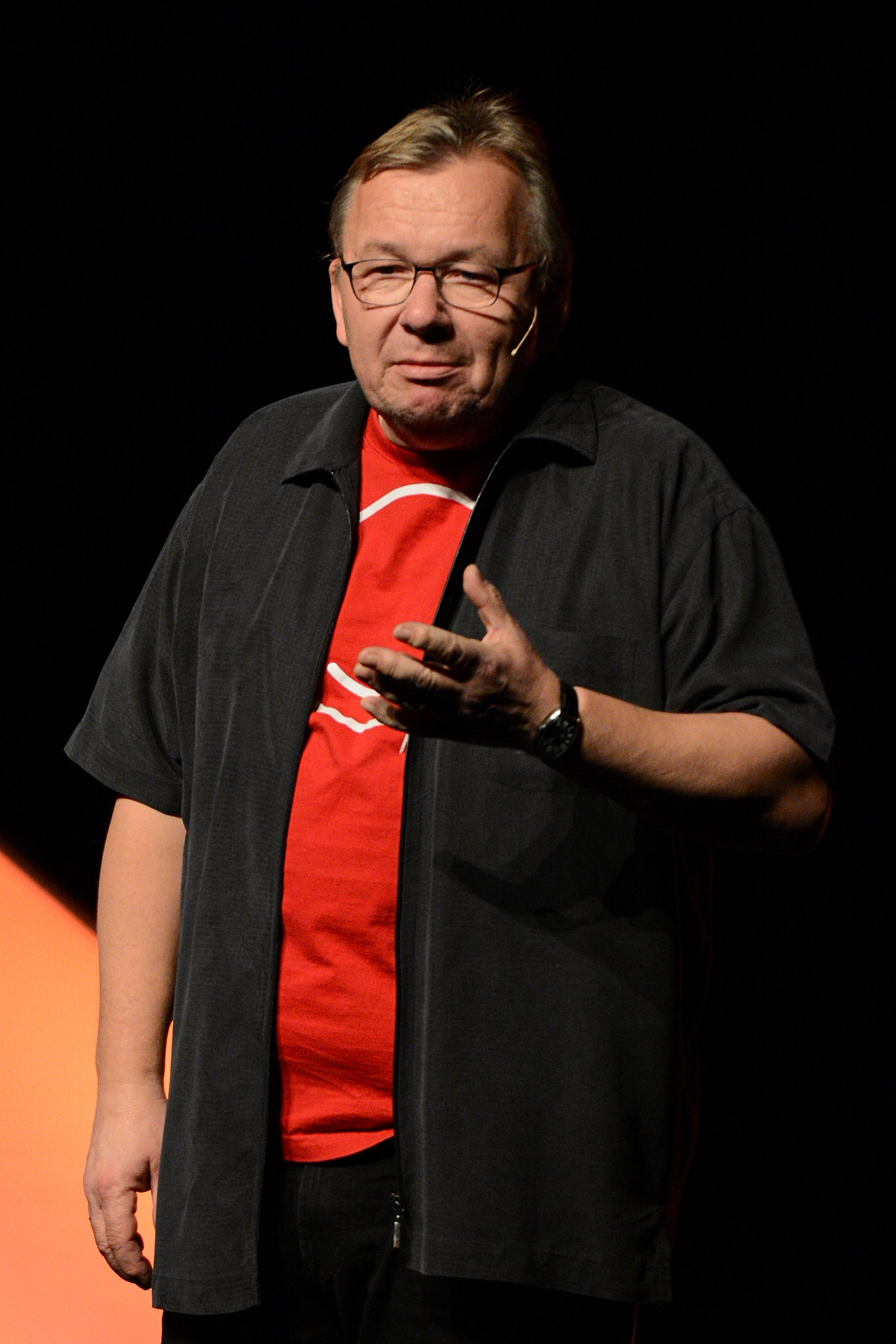
Bernd Stelter (* 1961)

- Stelter, Daniel (* 1964), deutscher Unternehmensberater und Autor
- Stelter, Daniel (* 1977), deutscher Jazz-Gitarrist und Komponist
- Stelter, Hans (1895–1945), deutscher Journalist, Publizist und Politiker (DFVP, NSDAP), MdR
- Stelter, Hans-Ulrich (* 1945), deutscher Fernsehjournalist
- Stelter, Karl (1823–1912), deutscher Schriftsteller
- Stelter, Roland (* 1953), deutscher Künstler, Autor und Gestalter
- Stelter, Wilhelm (1915–2008), deutscher Zahnmediziner und Generalarzt
- Steltner, Lukas (* 1987), deutscher Schauspieler
- Steltner, Ulrich (* 1942), deutscher Slawist
- Steltzer, Christian (1758–1831), deutscher Jurist, Dichter, Beamter, Hochschullehrer sowie Rektor der Universität Dorpat (1816)
- Steltzer, Christian (1778–1848), deutscher Jurist, Beamter und Richter
- Steltzer, Gustav (1823–1893), deutscher Richter und Politiker
- Steltzer, Hans-Georg (1913–1987), deutscher Diplomat und Schriftsteller
- Steltzer, Theodor (1885–1967), deutscher Politiker (CDU), MdL
- Steltzner, Georg Andreas (1725–1802), deutscher Bergbeamter
- Steltzner, Holger (* 1962), deutscher Journalist und ehemaliger Herausgeber der FAZ

### Stelz
- Stelz, Gerhard (* 1952), deutscher Offizier
- Stelzenbach, Susanne (* 1947), deutsche Pianistin und Komponistin
- Stelzenberger, Johannes (1898–1972), deutscher katholischer Theologe
- Stelzenmüller, Constanze (* 1962), deutsche JournalistinConstanze Stelzenmüller (* 1962)

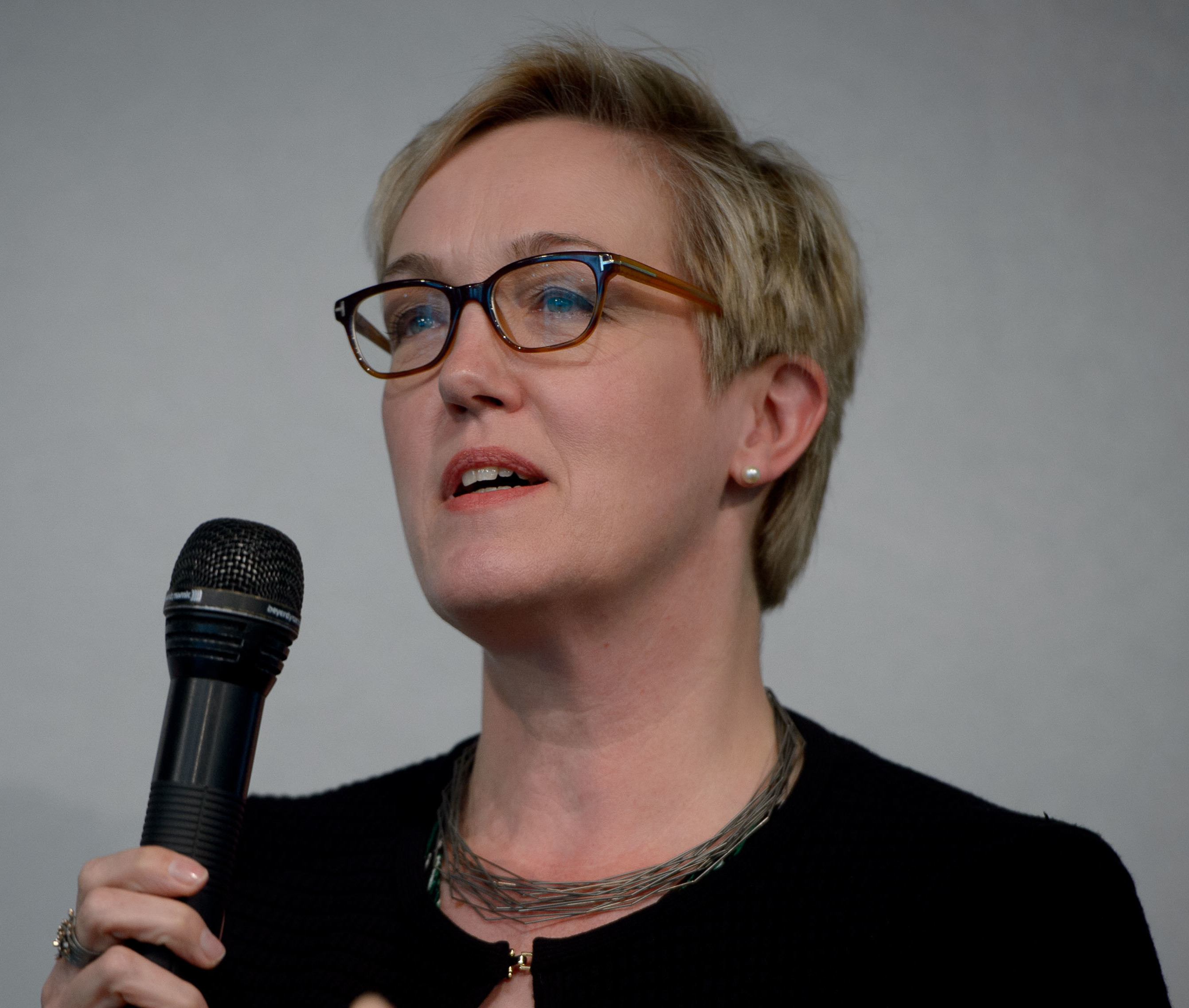
Constanze Stelzenmüller (* 1962)

- Stelzer, Adolf (1882–1950), Schweizer Fussballspieler
- Stelzer, Adolf (1908–1977), Schweizer Fussballspieler
- Stelzer, Andrea, Fotomodell und Schönheitskönigin
- Stelzer, Andreas Martin (1954–2007), deutscher Maler und Grafiker
- Stelzer, Beate (* 1971), deutsche Astronomin und Hochschullehrerin
- Stelzer, Christian Friedrich (1702–1759), Syndikus und Bürgermeister von Salzwedel
- Stelzer, Christian Friedrich Christoph (1738–1822), preußischer Kriegsrat, Syndikus und letzter Stadtpräsident (Oberbürgermeister) von Halle
- Stelzer, Ehrenfried (1932–2010), deutscher Jurist und Kriminalist
- Stelzer, Frank (1934–2007), deutscher Erfinder
- Stelzer, Fritz (1905–1968), deutscher Grafiker und Buchillustrator
- Stelzer, Hannes (1910–1944), österreichischer Schauspieler
- Stelzer, Hannes (1924–2017), deutscher Schauspieler
- Stelzer, Harald, österreichischer Basketballfunktionär
- Stelzer, Harald (* 1973), österreichischer Philosoph
- Stelzer, Immo (* 1954), deutscher Fußballspieler
- Stelzer, Josef (1894–1942), deutscher Motorradrennfahrer
- Stelzer, Klaus (1930–2013), deutscher Physiker und Professor
- Stelzer, Manfred (1944–2020), deutscher Regisseur und Drehbuchautor
- Stelzer, Manfred (* 1958), österreichischer Staatsrechtler und Hochschullehrer
- Stelzer, Matthäus (1803–1859), hohenzollerischer Oberamtmann
- Stelzer, Michael, deutscher Regisseur, Produzent und Drehbuchautor
- Stelzer, Mimi (1900–1957), österreichische Film- und Theaterschauspielerin sowie Operetten- und Musicalsängerin (Sopran)
- Stelzer, Otto (1914–1970), deutscher Kunstwissenschaftler
- Stelzer, Peter (1944–2011), US-amerikanischer Theater- und Filmschauspieler, Schauspielcoach und Filmproduzent
- Stelzer, Ralph (* 1953), deutscher Maschinenbauingenieur und Professor
- Stelzer, Simone (* 1969), österreichische Sängerin und SchauspielerinSimone Stelzer (* 1969)

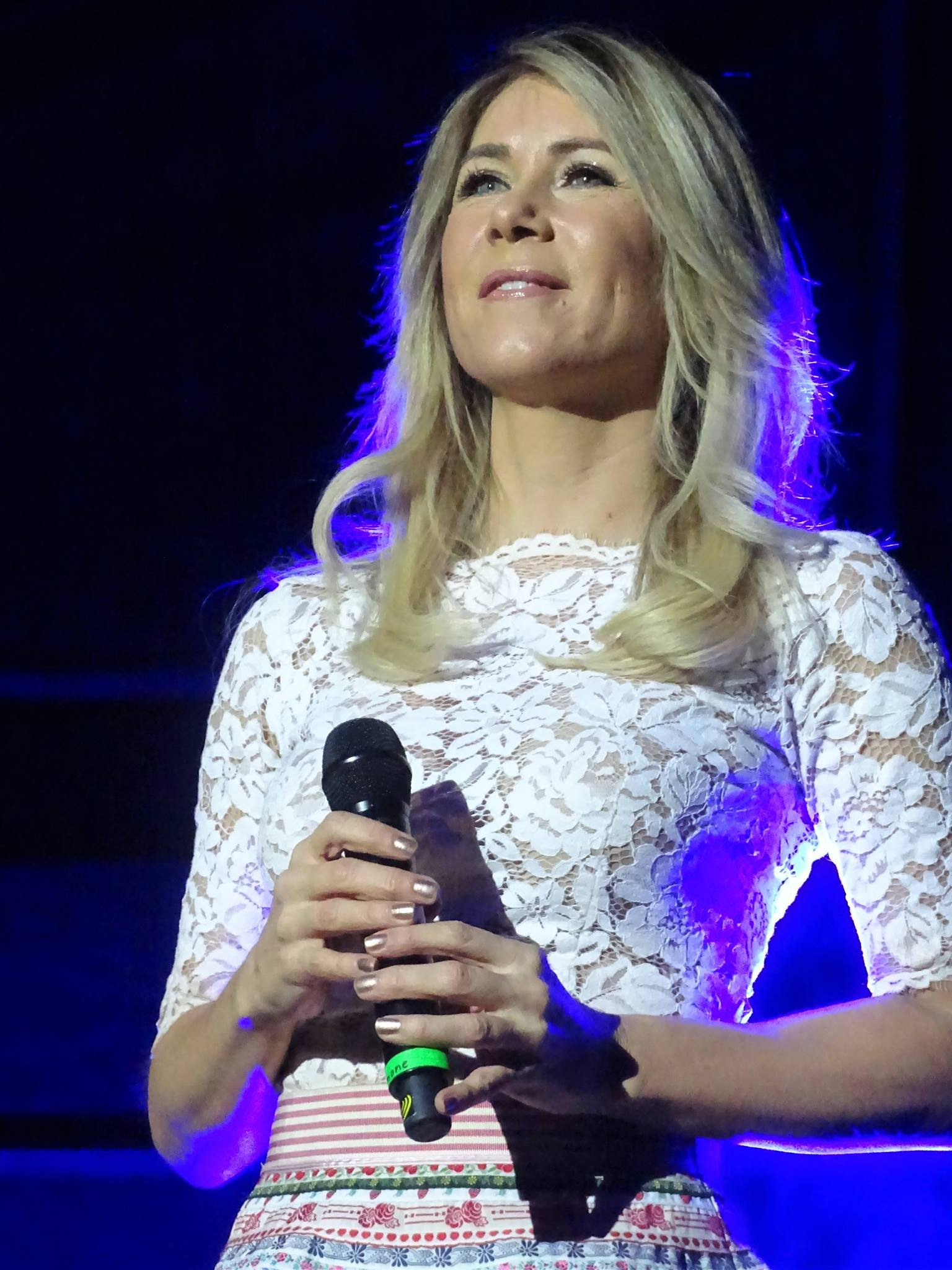
Simone Stelzer (* 1969)

- Stelzer, Tanja (* 1970), deutsche Journalistin und Buchautorin
- Stelzer, Thomas (* 1964), deutscher Blues- und Boogiepianist
- Stelzer, Thomas (* 1967), österreichischer Politiker (ÖVP), Landeshauptmann
- Stelzer, Thomas (* 1981), österreichischer Basketballfunktionär und -spieler
- Stelzer, Walter (1896–1914), deutscher Radrennfahrer
- Stelzer, Winfried (* 1942), österreichischer Historiker
- Stelzhamer, Franz (1802–1874), österreichischer Dichter und Novellist
- Stelzhammer, Ferdinand von (1797–1858), österreichischer Jurist
- Stelzhammer, Johann Christoph (1750–1840), österreichischer katholischer Geistlicher und Physiker
- Stelzhammer, Walter (* 1950), österreichischer Architekt
- Stelzig, Fred (1923–2006), deutscher Maler
- Stelzl, Hans-Joachim (* 1945), deutscher Jurist und Direktor beim Deutschen Bundestag
- Stelzl, Ingeborg (* 1944), österreichische Psychologin
- Stelzl, Leo (1897–1949), österreichischer Kunstschriftsteller und Journalist
- Stelzl-Marx, Barbara (* 1971), österreichische HistorikerinBarbara Stelzl-Marx (* 1971)

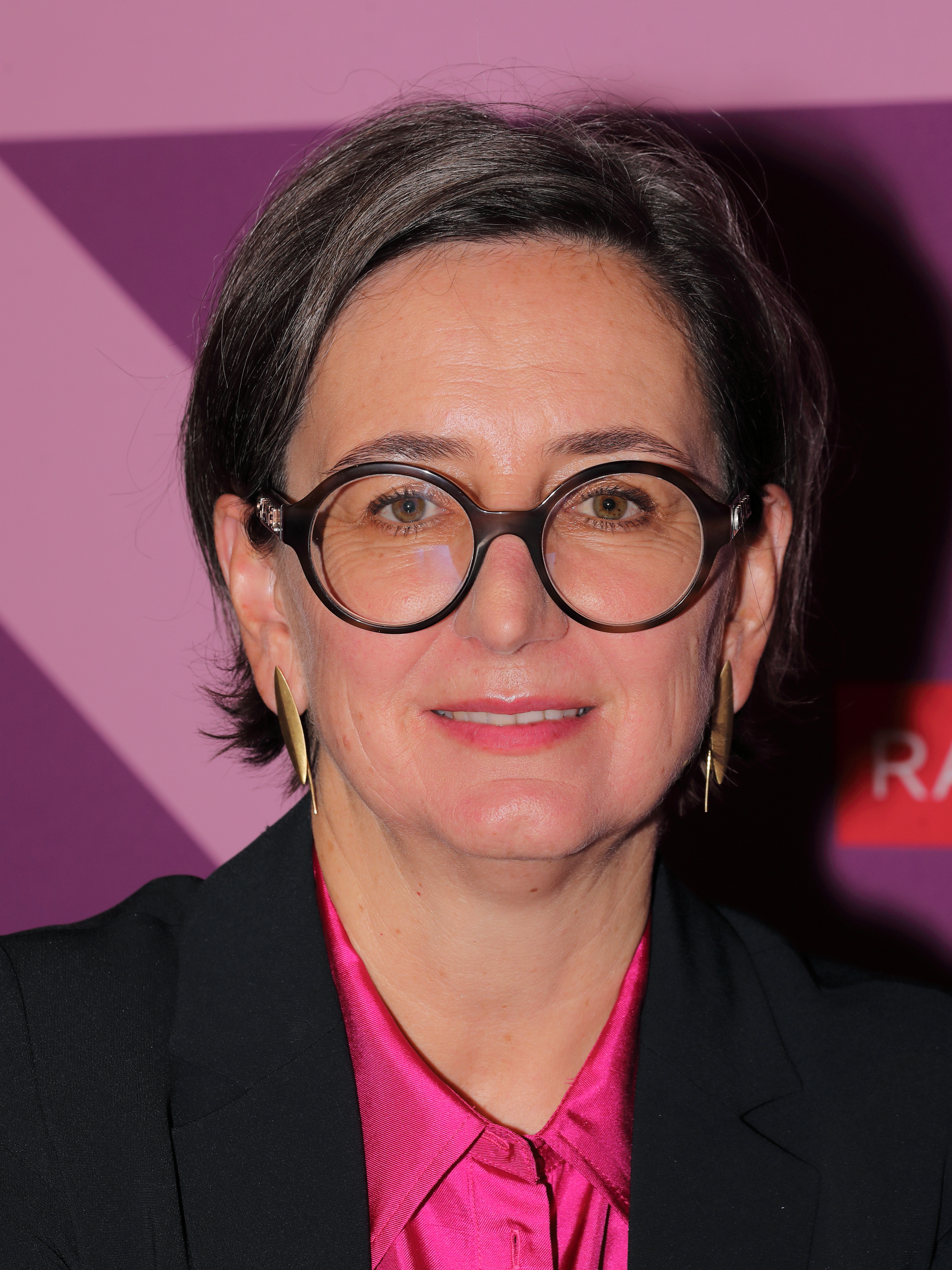
Barbara Stelzl-Marx (* 1971)

- Stelzle, Florian (* 1978), deutscher Leichtathlet
- Stelzmann, Volker (* 1940), deutscher Maler und Grafiker
- Stelzner, Alfred (1852–1906), deutscher Instrumentenbauer und Komponist
- Stelzner, Alfred Wilhelm (1840–1895), deutscher Geologe, Mineraloge und Hochschullehrer
- Stelzner, Anna Caroline (1808–1875), deutsche Miniaturmalerin
- Stelzner, Axel (1937–2024), deutscher Arzt, Hochschullehrer und Politiker (CDU), MdL
- Stelzner, Carl Ferdinand (1805–1894), deutscher Porträtmaler und Daguerreotypist
- Stelzner, Edgar (1892–1959), deutscher Studentenfunktionär und Jurist
- Stelzner, Friedrich (1921–2020), deutscher Chirurg, Forscher und Hochschullehrer
- Stelzner, Harry (1932–2016), deutscher Fußballspieler
- Stelzner, Horst (* 1936), deutscher Leichtathlet und Deutscher Meister im Fünfkampf
- Stelzner, Paul (1852–1919), sächsischer Generalmajor
- Stelzner, Thorsten (* 1963), deutscher Lyriker, Satiriker, Verleger und Galerist